# Jakub Mareczko
Jakub Mareczko (ur. 30 kwietnia 1994 w Jarosławiu) – włoski kolarz szosowy pochodzenia polskiego. Brązowy medalista mistrzostw świata w wyścigu młodzieżowców (do lat 23) ze startu wspólnego (2016).
Mareczko urodził się w Polsce, a jego rodzice są Polakami. W wieku 5 lat wyjechał jednak z matką na stałe do Włoch, gdzie jego ojczymem został Włoch. Mareczko posiada zarówno polskie, jak i włoskie obywatelstwo, jednak reprezentował barwy drugiego z tych państw; od 2025 roku reprezentuje Polskę.

## Najważniejsze osiągnięcia
2014
- 1. miejsce w Circuito del Porto-Trofeo Arvedi

2015
- 1. miejsce w Tour of Taihu Lake
  - 1. miejsce na 1., 2., 3., 6., 7., 8. i 9. etapie
- 1. miejsce na 6. etapie Tour of Hainan
- 1. miejsce na 3. i 4. etapie Vuelta al Táchira
- 1. miejsce na 2. i 9. etapie Vuelta Ciclista a Venezuela

2016
- 1. miejsce na 2., 11. i 13. etapie Tour of Qinghai Lake
- 1. miejsce na 1., 2. i 6. etapie Tour of Taihu Lake
- 1. miejsce na 5. i 8. etapie Presidential Cycling Tour of Turkey
- 1. miejsce na 6. etapie Tour de Langkawi
- 1. miejsce na 7. etapie Tour de San Luis
- 1. miejsce na 3. etapie Settimana Internazionale di Coppi e Bartali
- 1. miejsce w Tour of Yancheng Costal Wetlands
- 3. miejsce w mistrzostwach świata do lat 23 (start wspólny)

2017
- 1. miejsce na 3. i 7. etapie Tour de Langkawi
- 1. miejsce na 3. etapie Le Tour de Bretagne Cycliste
- 1. miejsce na 2., 3., 4., 5. i 6. etapie Tour of Hainan

2018
- 1. miejsce na 2. i 4. etapie Sharjah Tour
- 1. miejsce na 1., 3., 5., 7., 9. i 10. etapie Tour du Maroc
- 1. miejsce na 5. etapie Tour of China II
- 1. miejsce na 3., 5. i 7. etapie Tour of Taihu Lake
- 1. miejsce na 1. etapie Tour of Hainan

2019
- 3. miejsce w Grand Prix Cerami

2021
- 1. miejsce w Trofej Umag
- 1. miejsce na etapie 1a Settimana Internazionale di Coppi e Bartali

2022
- 1. miejsce w klasyfikacji punktowej Tour of Antalya
  - 1. miejsce na 4. etapie
- 2. miejsce w ZLM Tour
  - 1. miejsce na 3. etapie
- 1. miejsce na 4. etapie Tour de Langkawi

2023
- 1. miejsce na 5. etapie Le Tour de Bretagne Cycliste
- 1. miejsce na 2. etapie ZLM Tour

## Rankingi
| Rok              | 2014 | 2015 | 2016 | 2017  | 2018  | 2019 | 2020 | 2021 | 2022 | 2023 | 2024 |
| ---------------- | ---- | ---- | ---- | ----- | ----- | ---- | ---- | ---- | ---- | ---- | ---- |
| World Ranking    |      |      | 204. | 138.  | 247.  | 399. | 469. | 408. | 252. | 343. | 440. |
| UCI Europe Tour  | 336. | 706. | 484. | 1406. | 1740. | 318. | 386. | 335. | 205. | -    | -    |
| UCI Asia Tour    | -    | 2.   | 18.  | 3.    | 15.   |      |      |      |      |      |      |
| UCI America Tour | -    | 65.  | 308. | -     | -     |      |      |      |      |      |      |
| UCI Africa Tour  | -    | -    | -    | -     | 62.   |      |      |      |      |      |      |
|                  |      |      |      |       |       |      |      |      |      |      |      |
| Źródło: UCI      |      |      |      |       |       |      |      |      |      |      |      |